# Txingudi Saski Baloi Elkartea
Il Txingudi Saski Baloi Elkartea, conosciuto anche come Txingudi S.B.E. e Hondarribia-Irún, è stata una società femminile di pallacanestro di Hondarribia, fondata nel 1999.